# Плугари (Њамц)
Плугари (рум. Plugari) насеље је у Румунији у округу Њамц у општини Урекени. Oпштина се налази на надморској висини од 276 m.

## Становништво
Према подацима из 2002. године у насељу је живело 9 становника, од којих су сви румунске националности.